# Agilulf de Metz
Aigilulf o Agiulf fou el 24è bisbe de Metz entre 590 i 601.

## Biografia
No se sap gaire cosa sobre aquest bisbe: va rebre el 596 una carta del papa Gregori I recomanant-li missioners que havien anar a evangelitzar la Gran Bretanya. Aparentment, aquesta missió va sortir cap a Anglaterra el 601.
El 616, sant Bertran, bisbe de Le Mans, el cita en el seu testament com aquell qui, amb el seu nebot Arnoald, havia usurpat béns pertanyent a l'Església de Le Mans.

Vers el 783, Pau Diaca explica en el Líber d'Episcoporum Mettensium: 
| « | Agiulf, del qual es diu que el pare era procedent d'una noble família de senadors i la mare una filla del rei Chlodoveus... | » |

 Després d'ell va venir el seu nebot Arnoald. El va succeir Pappolus. Arnulf, procedent d'una molt noble i molt poderosa estirp de francs, va engendrar dos fills d'un matrimoni legítim, Anquisi o Ansegisel i Clodulf de Metz.
Christian Settipani considera que Pau Diaca va fer una mala lectura (Clodo-v-icus en lloc de Clodo-r-icus) i proposa que l'avi d'Agilulf fou de fet Cloderic, últim rei de Colònia
La Commemoratio genealogia domni Arnulfi episcopi i confessoris Christi redactat al bisbat de Metz cap al 840 o 855 menciona els bisbes d'Usès Sant Fermí i sant Ferriol, respectivament com a germà i fill d'Ansbert el Senador i d'Agilulf.
Fou al segle xvii quan un historiador va gosar fer el vincle entre la Commemoratio i la Vita Firmini que esmenta aquests dos mateixos bisbes. Encara que la Commemoratio sigui culpable respecte al vincle de parentiu existent entre els dos bisbes i Ansbert, per no tenir en compte de la cronologia, contradiu la Vita Firmini: l'anàlisi mostra que l'autor metssí de la Commemoratio no tenia coneixements sobre la família de sant Fermí. Settipani pensa que, coneixent-los malament, no tenia cap interès a afegir-los al text i que, si ho va fer, fou a partir de documents que va interpretar malament. Fixant-se en les relacions de la família d'Ansbert amb la regió de Nimes com a la de sant Fermí, proposa considerar Ansbert el Senador com un fill de sant Fermí. L'ascendència de sant Fermí és ben coneguda: es tracta de la família dels Ferriol, i Agilulf era probablement el fill d'un fill de Tonantius Ferreolus (Tonanci Ferriol), senador a Narbona.
Quant al nom d'Agilulf, revela un vincle de parentiu amb la família dels Agilolfings, a la qual pertany probablement l'àvia materna d'Agilulf, la dona de Chloderic